# Llandovery Rugby Football Club
Llandovery RFC est un club professionnel gallois de rugby à XV basé dans le village de Llandovery et évoluant dans le Super Rygbi Cymru (en).
Ses joueurs sont susceptibles d'être sélectionnés par les Scarlets, franchise professionnelle avec qui le club ne doit pas être confondu et qui dispute la United Rugby Championship et les compétitions de l'EPCR.

## Histoire
Le premier match répertorié remonte au 23 mars 1877. Le club est alors connu sous le nom de Llandovery College. Llandovery est l'un des clubs fondateurs de la fédération galloise, la Welsh Rugby Union (WRU), lorsque des représentants du village participent à la réunion inaugurale de la fédération à Neath, le 12 mars 1881, en compagnie de dix autres clubs. 
Llandovery fournit à cette époque plusieurs internationaux au XV du pays de Galles, dont Charles P. Lewis qui en est le capitaine. Mais la position enclavée du village très à l’intérieur des terres incite nombre de joueurs à aller chercher la gloire dans les grands clubs de la côte, notamment le Llanelli RFC. Après des hauts et des bas, le club cesse ses activités en 1935. Il ne redémarre qu'en novembre 1948 sous son nom actuel de Llandovery RFC et joue d'abord dans les ligues régionales.
En 1957, le club récupère son affiliation auprès de la WRU, ce qui lui permet d'affronter de bien meilleurs adversaires dans la West Wales Rugby Union.
Au début des années 2000, il intègre la Welsh Premier Division.
En 2024, la fédération galloise lance le Super Rygbi Cymru (en), première compétition professionnelle incluant dix équipes. Appliquée pour la saison 2024-2025, Llandovery en fait partie,. 

## Palmarès
- Coupe du pays de Galles : 
  - Vainqueur (1) : 2007.
- Championnat du pays de Galles :
  - Champion (2) : 2023 et 2024